# Det gaadefulde Væsen
Det gaadefulde Væsen er en dansk stumfilm fra 1916 med manuskript af Helen Staberow. Programmet til filmen angiver Lau Lauritzen Sr. som instruktør, men avisomtale i Aftenposten 28. november 1916 samt Nordisks protokol (XI,3) angiver Robert Dinesen.

## Handling
Denne artikel mangler et handlingsreferat. Hjælp os med at skrive det.

## Medvirkende
- Carl Alstrup - Paul von Grabau
- Rita Sacchetto - Kitty, Paul von Grabaus hustru
- Aage Hertel - Jean Velour, kunstmaler
- Gyda Aller - Alexa, danserinde
- Frederik Buch
- Ingeborg Spangsfeldt